# Sunset Boulevard
Sunset Boulevard (br: Crepúsculo dos Deuses / pt: O Crepúsculo dos Deuses) é um filme estadunidense de 1950, do gênero film noir, dirigido e co-escrito por Billy Wilder, e co-produzido e co-escrito por Charles Brackett. O titulo, estilizado na tela como SUNSET BLVD., é oriundo da avenida homônima que atravessa as cidades de Los Angeles e Beverly Hills, na Califórnia, nos Estados Unidos.
O filme é estrelado por William Holden como o roteirista azarado Joe Gillis, e Gloria Swanson como Norma Desmond, uma decadente atriz da era do cinema mudo que atrai Gillis para seu mundo fantasioso no qual ela sonha em fazer um triunfante retorno às telas. Erich von Stroheim, Nancy Olson, Fred Clark, Lloyd Gough e Jack Webb interpretam os papéis secundários. O diretor Cecil B. DeMille e a colunista de fofoca Hedda Hopper interpretam a si mesmos. Buster Keaton, H. B. Warner e Anna Q. Nilsson, estrelas do cinema mudo, fazem participações especiais no filme.
Aclamado por vários críticos na época em que foi lançado, Crepúsculo dos Deuses foi indicado para onze Oscars, tendo recebido três. É comumente aceito como um filme clássico, frequentemente citado como um dos filmes mais notáveis do cinema americano. Considerado "culturalmente, historicamente ou esteticamente significante" pela Biblioteca do Congresso estadunidense em 1989, Crepúsculo dos Deuses foi incluído no primeiro grupo de filmes selecionados para preservação pela Secretaria Nacional de Cinema. Em 1998, foi nomeado o décimo segundo melhor filme estadunidense de todos os tempos na lista elaborada pelo American Film Institute. Em 2007, na reedição da lista, apareceu na décima sexta posição.
Ganhou uma adaptação musical aos palcos em 1993, com música de Andrew Lloyd Webber, que ganhou o Tony Award de Melhor Musical.

## Sinopse
Um crime acontece na Sunset Boulevard (famosa via de Los Angeles) levando forças policiais diretamente para o local. Uma voz narra os antecedentes do ocorrido e nos transporta diretamente para seis meses antes. Assim, somos apresentados a Joe Gillis (William Holden), um roteirista falido que se vê afundado em dívidas e sem perspectiva de futuro. Quando se vê obrigado a fugir de representantes de uma financeira que tentava recuperar o carro por falta de pagamento, se refugia em uma decadente mansão, cuja proprietária, Norma Desmond (Gloria Swanson), era uma estrela do cinema mudo. Quando Norma tem conhecimento de que Joe é roteirista, contrata-o para revisar o roteiro de Salomé, que marcaria o seu retorno às telas. O roteiro era insuportável, mas o pagamento era bom e ele não tinha o que fazer. No entanto, o que o destino lhe reservava não seria nada agradável.

## Elenco
- William Holden ....  Joe Gillis
- Gloria Swanson ....  Norma Desmond
- Erich von Stroheim ....  Max von Mayerling
- Nancy Olson ....  Betty Schaefer
- Fred Clark ....  Sheldrake
- Lloyd Gough ....  Morino
- Jack Webb ....  Artie Green
- Franklyn Farnum ....  coveiro (não-creditado)
- Larry J. Blake ....  Homem de finanças
- Charles Dayton ....  Homem de finanças
- Cecil B. DeMille ....  ele mesmo
- Hedda Hopper ....  ela mesma
- Buster Keaton .... ele mesmo
- Jack Perrin .... Detetive (não-creditado)
- Ruth Clifford .... Secretária de Sheldrake (não-creditada)
- Creighton Hale	 ...	ele mesmo (não creditado)
- Harold Miller	... Homem no curso de golfe (não-creditado)
- Al Ferguson ... Homem parado no telefone (não-creditado)

## Principais prêmios e indicações
Oscar 1951 (EUA)
| Categoria                                | Complemento                                               | Resultado |
| ---------------------------------------- | --------------------------------------------------------- | --------- |
| Melhor Filme                             | Charles Brackett                                          | Indicado  |
| Melhor Diretor                           | Billy Wilder                                              | Indicado  |
| Melhor Ator                              | William Holden                                            | Indicado  |
| Melhor Atriz                             | Gloria Swanson                                            | Indicada  |
| Melhor Ator Coadjuvante                  | Erich von Stroheim                                        | Indicado  |
| Melhor Atriz Coadjuvante                 | Nancy Olson                                               | Indicada  |
| Melhor Roteiro Original                  | - Charles Brackett - Billy Wilder - D.M. Marshman Jr.     | Venceu    |
| Melhor Montagem                          | - Doane Harrison - Arthur Schmidt                         | Indicado  |
| Melhor Fotografia em preto-e-branco      | John F. Seitz                                             | Indicado  |
| Melhor Direção de arte em preto-e-branco | - Hans Dreier - John Meehan - Samuel M. Comer - Ray Moyer | Venceu    |
| Melhor Trilha-sonora Original            | Franz Waxman                                              | Venceu    |

Globo de Ouro 1951 (EUA)

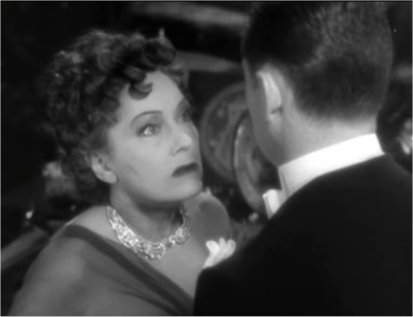
Imagem do filme Sunset Boulevard

- Vencedor nas categorias de melhor filme - drama, melhor diretor, melhor atriz - drama (Gloria Swanson) e melhor trilha sonora.
- Indicado nas categorias de melhor fotografia - preto e branco, melhor roteiro e melhor ator coadjuvante (Erich von Stroheim).

Prêmio Bodil 1951 (Dinamarca)
- Venceu na categoria de melhor filme estadunidense.

Jussi Awards 1951 (Finlândia)
- Gloria Swanson recebeu o Diploma de Mérito como melhor atriz estrangeira.